# Saint-Martin-sur-Ocre, Yonne
Saint-Martin-sur-Ocre är en kommun i departementet Yonne i regionen Bourgogne-Franche-Comté i norra Frankrike. Kommunen ligger i kantonen Aillant-sur-Tholon som tillhör arrondissementet Auxerre. År 2018 hade Saint-Martin-sur-Ocre 52 invånare.

## Befolkningsutveckling
Antalet invånare i kommunen Saint-Martin-sur-Ocre
| Referens: INSEE |